# Merari (fils de Lévi)
Merari est le troisième fils de Lévi fils de Jacob. Ses descendants s'appellent les Merarites.

## Famille de Merari
Merari est le troisième fils de Lévi fils de Jacob et a pour frères Qehath et Guershôn,,,,,.
Mahli et Moushi sont les deux fils de Merari nés en Égypte,,,,.

## Merari en Égypte
Merari part avec son père Lévi et son grand-père Jacob pour s'installer en Égypte au pays de Goshen dans le delta du Nil.
La famille des Merarites dont l'ancêtre est Merari sort du pays d'Égypte avec Moïse,.